# 永寧陵
永寧陵是南朝陈文帝的陵墓，在今江苏省南京市境内，具体所在有争议。
原狮子冲南朝大墓三百米处有石刻留存，推测为陈文帝永寧陵所在。2013年进行考古发掘后，证明非永寧陵:33。2015年，六朝考古学者、南京师范大学教授王志高接受《金陵晚报》采访时说，根据考古发现和文献记载，永寧陵在栖霞区灵山地区。历代方志记载则显示，永宁陵应该在今灵山以南、阳山以北的区域。